# Denis Roger-Vasselin
Pour les articles homonymes, voir Roger-Vasselin.
Denis Roger-Vasselin est un professeur de lettres et écrivain français.

## Biographie
Professeur agrégé de lettres classiques, il est professeur de latin, de grec ancien et de français à l'École européenne de Laeken (école européenne de Bruxelles IV). Il est également le coordinateur des professeurs de français et de latin, il a notamment collaboré durant une période à l'édition du nouveau Gaffiot.
Il a travaillé durant 9 ans à l'École européenne de Bruxelles 1, comme professeur de français et latin.
Il enseigne actuellement (2024) au Lycée international de Saint-Germain-en-Laye.